# Topoľovka (Eslovàquia)
|  | Per a altres significats, vegeu «Topolovka». |

Topoľovka és un poble i municipi d'Eslovàquia. Es troba a la regió de Prešov, al nord del país.

## Història
La primera referència escrita de la vila data del 1479.

## Demografia
| Godina             | 1994 | 2004   | 2014   | 2024   |
| ------------------ | ---- | ------ | ------ | ------ |
| Nombre de persones | 812  | 823    | 815    | 807    |
| Diferència         |      | +1,35% | −0,97% | −0,98% |

| Godina             | 2023 | 2024   |
| ------------------ | ---- | ------ |
| Nombre de persones | 811  | 807    |
| Diferència         |      | −0,49% |